# 개러스 데이비드로이드
개러스 데이비드로이드(영어: Gareth David-Lloyd, 1981년 3월 28일 ~ )는 웨일스의 배우이다. SF 드라마 《토치우드》에서 토치우드 3의 일원 얀토 존스 역을 맡았다.

## 출연 작품
- 다크 시그널 (2016)
- 아이 엠 어 좀비 (2015)
- 셜록홈즈-비밀의 열쇠 (2010)
- 토치우드 시즌3 (2009)
- 토치우드 시즌2 (2008)
- 토치우드 시즌1 (2006)
- 더 빌 (1984)